# Mesontoplatys remedellii
Mesontoplatys remedellii är en skalbaggsart som beskrevs av Müller 1941. Mesontoplatys remedellii ingår i släktet Mesontoplatys och familjen Aphodiidae. Inga underarter finns listade i Catalogue of Life.